# 董若翰
董若翰（法語：Jean-Baptiste Anouilh, C.M.，1819年11月8日—1869年2月18日）是法国遣使会士，天主教直隶西南宗座代牧区宗座代牧。
1819年11月8日，董若翰出生于法国西南部阿列日省圣吉龙区的普拉邦雷波（Prat-et-Bonrepaux） 。1843年7月18日（23岁）在巴黎加入遣使会。1845年7月19日发愿。1846年（26岁）6月6日祝圣为神父。
1848年3月28日（28岁），董若翰被教宗庇护九世任命为直隶北境代牧区助理主教，领衔Abydus主教。1848年6月21日抵达澳门。1849年9月9日到北京传教。1851年6月22日在直隶宁晋县小营里村天主堂由北京主教孟振生祝圣。
1858年12月14日，教廷任命董若翰为两年前新成立的直隶西南代牧区的首任宗座代牧。他善于同官府打交道，得到清廷赐给的隆兴寺西侧行宫建为教堂。以白银4万两，在院内北部正中建带有两座雄伟哥特式钟楼的正定主教座堂，（大堂为马蒂神甫设计，钟楼系中国建筑师设计），在两侧建首善堂、仁慈堂（1919年扩建主教堂）。1869年2月18日在正定逝世，年49岁。葬于柏棠小修院的小堂中。当时，直隶西南代牧区堂口增加到339个，信徒增加到21615名。继任者是戴世濟主教（1869年－1884年）。